# Tychobythinus
Genre
Tychobythinus est un genre d'insectes coléoptères de la famille des Staphylinidae.

## Liste d'espèces
- Tychobythinus abnormipes (Reitter, 1910)
- Tychobythinus amatoi (Rasetti, 1939)
- Tychobythinus andreinii (Dodero, 1919)
- Tychobythinus anophthalmus (Dodero, 1900)
- Tychobythinus apfelbecki (Ganglbauer, 1895)
- Tychobythinus aymerichi (Dodero, 1904)
- Tychobythinus bavaricus Daffner, 1984
- Tychobythinus belgicus (Jeannel, 1948)
- Tychobythinus bythinioides (Brendel, 1865)
- Tychobythinus cameratensis (Karaman, 1959)
- Tychobythinus carolinae (Casey, 1897)
- Tychobythinus cavifrons (Reitter, 1881)
- Tychobythinus coiffaiti Orousset, 1990
- Tychobythinus crassitarsis (Dodero, 1919)
- Tychobythinus croaticus (Karaman, 1954)
- Tychobythinus curtii Besuchet, 1980
- Tychobythinus cyrneus Orousset & Dubault, 1985
- Tychobythinus damryi (Croissandeau, 1891)
- Tychobythinus denticulatus (Ochs, 1949)
- Tychobythinus dentimanus (Reitter, 1884)
- Tychobythinus effeminatus Sabella, 1999
- Tychobythinus escolai Besuchet, 1974
- Tychobythinus espanoli Besuchet, 1974
- Tychobythinus foroiuliensis Pace, 1976
- Tychobythinus foveipennis (Dodero, 1919)
- Tychobythinus galeatus Normand, 1906
- Tychobythinus glabratus (Rye, 1870)
- Tychobythinus gladiator (Reitter, 1884)
- Tychobythinus glyptomerus (Jeannel, 1950)
- Tychobythinus gracilicornis (Raffray, 1914)
- Tychobythinus gularis (Dodero, 1919)
- Tychobythinus hubrichti (Park, 1960)
- Tychobythinus ilidzensis (Karaman, 1954)
- Tychobythinus insulanus Orousset & Dubault, 1985
- Tychobythinus jonesi (Park, 1951)
- Tychobythinus koziorowiczi (Croissandeau, 1891)
- Tychobythinus latifrons (Müller, 1902)
- Tychobythinus lavagnei (Sainte-Claire Deville, 1913)
- Tychobythinus lessinicus Pace, 1974
- Tychobythinus listai Besuchet, 1985
- Tychobythinus lukici Hlavač & Jalžić, 2009
- Tychobythinus majori (Holdhaus, 1905)
- Tychobythinus mirandus (Dodero, 1919)
- Tychobythinus muntani Besuchet, 1974
- Tychobythinus myrmido (Reitter, 1881)
- Tychobythinus naxius Besuchet, 1993
- Tychobythinus neumanni (Müller, 1909)
- Tychobythinus ognjevae Karaman, 1954
- Tychobythinus ottonis Ganglbauer, 1896
- Tychobythinus paradoxus (Sainte-Claire Deville, 1901)
- Tychobythinus pauper (Kiesenwetter, 1858)
- Tychobythinus pauperculus Reitter, 1885
- Tychobythinus planipenis (Karaman, 1954)
- Tychobythinus propomacrus (Dodero, 1919)
- Tychobythinus reali Orousset, 1990
- Tychobythinus remyi (Jeannel, 1950)
- Tychobythinus revelierei (Reitter, 1881)
- Tychobythinus rosai Besuchet, 1980
- Tychobythinus strinatii Besuchet, 1982
- Tychobythinus thermalis (Dodero, 1919)
- Tychobythinus tibialis (Dodero, 1919)
- Tychobythinus triangulifer (Dodero, 1919)
- Tychobythinus tychoides (Brendel, 1890)
- Tychobythinus urgellesi Besuchet, 1974
- Tychobythinus vannii Castellini, 1984
- Tychobythinus varesi Karaman, 1969
- Tychobythinus xambeui (Guillebeau, 1888)
- Tychobythinus zoiai Poggi, 1990